# Dangy
Dangy ist eine französische Gemeinde mit 660 Einwohnern (Stand 1. Januar 2022) im Département Manche in der Region Normandie. Sie gehört zum Arrondissement Saint-Lô und zum Kanton Saint-Lô-2.

## Geografie
Zu Dangy gehört neben der Hauptsiedlung auch der Weiler Pont-Brocard. Das Gemeindegebiet wird vom Bach Joigne durchquert.
Nachbargemeinden sind Carantilly im Nordwesten, Quibou im Norden, Saint-Martin-de-Bonfossé im Osten, Bourgvallées im Südosten, Notre-Dame-de-Cenilly im Südwesten und Cerisy-la-Salle im Westen.

## Bevölkerungsentwicklung
| Jahr      | 1962 | 1968 | 1975 | 1982 | 1990 | 1999 | 2008 | 2018 |
| --------- | ---- | ---- | ---- | ---- | ---- | ---- | ---- | ---- |
| Einwohner | 549  | 533  | 515  | 565  | 605  | 604  | 650  | 677  |

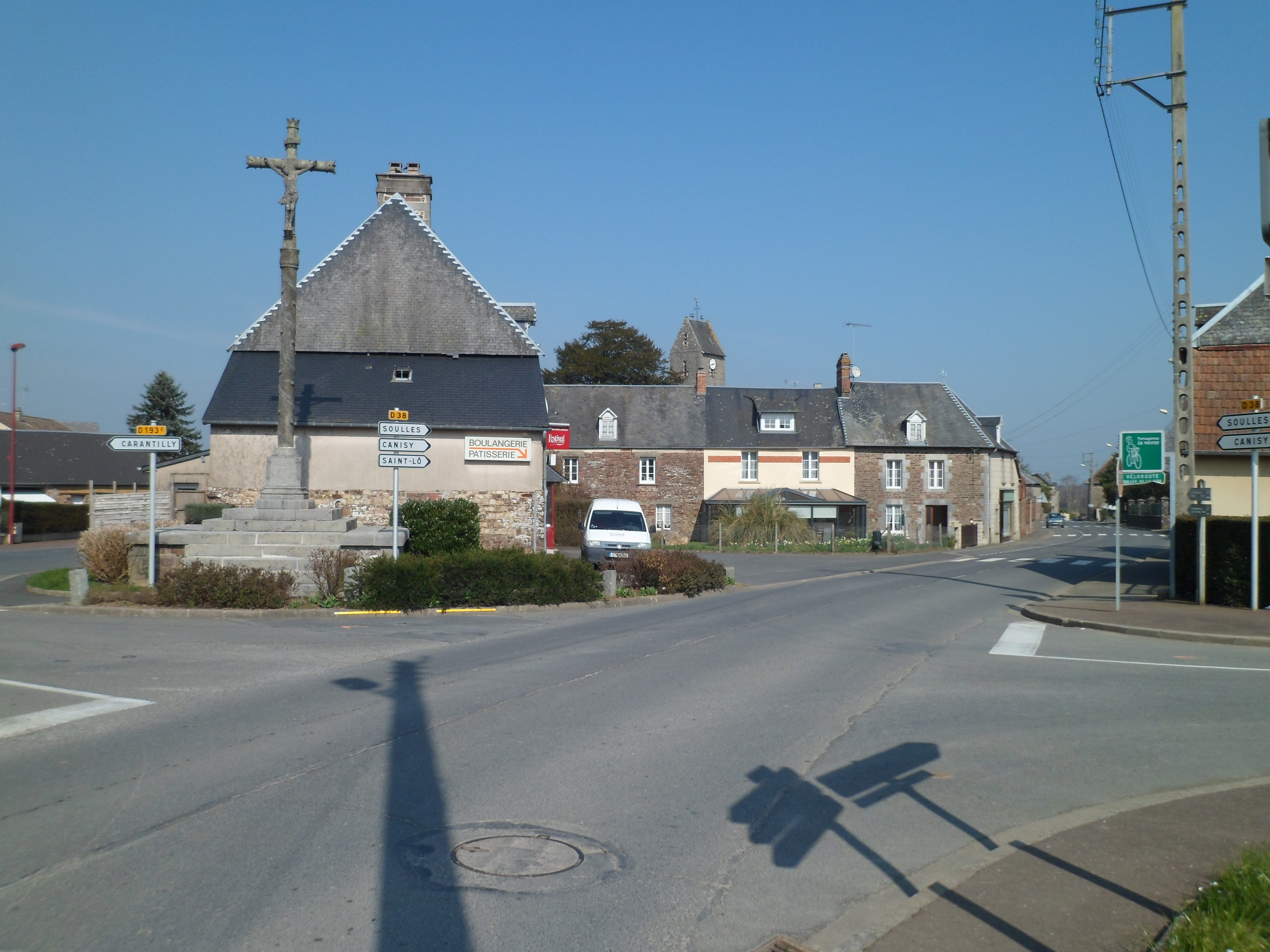
Dangy
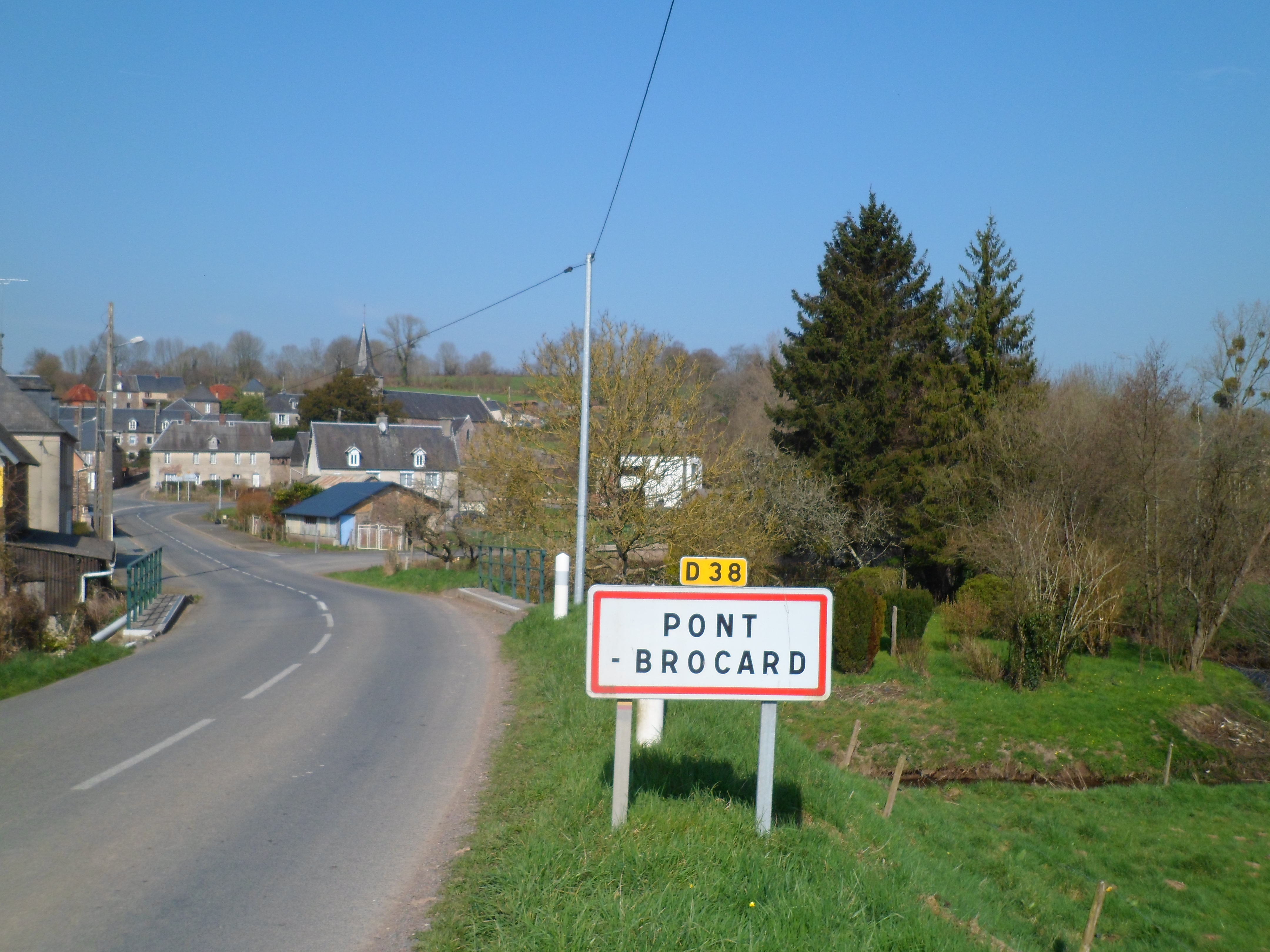
Pont-Brocard
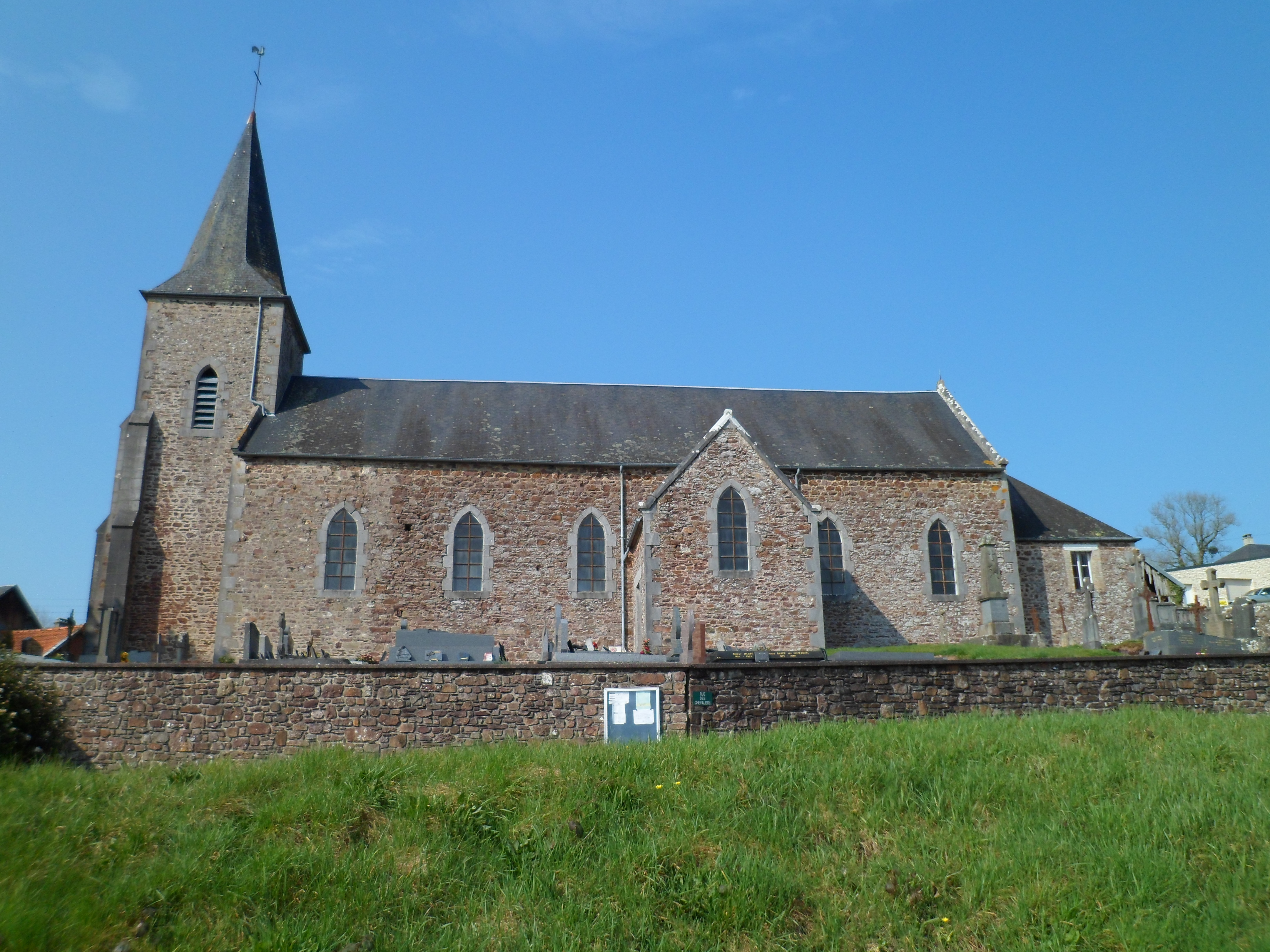
Kirche Saint-Jean-Baptiste in Pont-Brocard